# Marian Tchórznicki
Marian Tchórznicki (ur. 2 lutego 1955 w Warszawie) – polski aktor dziecięcy. Grał główną rolę w serialu „Do przerwy 0:1” i jego fabularnej wersji „Paragon gola”. Ukończył szkołę poligraficzną, ale nigdy nie pracował w zawodzie. Przez jakiś czas zajmował się różnymi nielegalnymi interesami, później popadł w alkoholizm. Na początku XXI wieku rozwiódł się z żoną. Obecnie pracuje jako budowlaniec.

## Filmografia
- 1969: Paragon gola – jako Marian „Paragon” Tkaczyk
- 1969: Do przerwy 0:1 – jako Marian „Paragon” Tkaczyk
- 2009: Nigdy nie mów nigdy – jako sąsiad Amy